# Escola Profissional de Tecnologia Psicossocial do Porto
A Escola Profissional de Tecnologia Psicossocial do Porto (EPTPP) é uma instituição de ensino profissional localizada na cidade do Porto, Portugal. Fundada em 1992 sob o patrocínio da Norte Vida – Associação Para a Promoção da Saúde, Instituição Particular de Solidariedade Social sem fins lucrativos, a EPTPP desempenha um papel crucial na formação de profissionais capacitados na área da tecnologia psicossocial.

## Oferta educativa
A EPTPP oferece uma gama diversificada de cursos profissionais para atender às necessidades daqueles que buscam se especializar na tecnologia psicossocial. Atualmente, a instituição oferece três cursos profissionais: Técnico de Apoio Psicossocial, Animador Sociocultural e Técnico Auxiliar de Saúde. Além disso, a EPTPP também oferece um Curso de Educação e Formação tipo II – Agente em Geriatria. Essa variedade de cursos reflete o compromisso da escola em abordar diferentes aspectos da saúde e do apoio social.

## História
A EPTPP foi estabelecida em 1992 como resposta à necessidade crescente de formação na área da tecnologia psicossocial. Criada como parte da iniciativa conjunta do Governo Civil do Porto e do Núcleo Distrital do Projeto VIDA, a escola tem como objetivos gerais o apoio à juventude, à família, à integração social e comunitária, além da promoção e proteção da saúde. Seu foco também inclui a prestação de cuidados de prevenção, tratamento, reabilitação e reinserção social na área da toxicodependência, bem como educação e formação profissional..
Esta instituição nasceu em 1991 da iniciativa conjunta do Governo Civil do Porto e do Núcleo Distrital do Projecto VIDA com o seguintes objectivos gerais:
- apoio a jovens, à família, à integração social e comunitária
- promoção e proteção da saúde
- prestação de cuidados de prevenção, tratamento, reabilitação e reinserção social na área da toxicodependência
- educação e a formação profissional
- resolução dos problemas da população na área da ação social

Na prossecução dos fins estatutários, os fundadores elegeram como áreas de atuação prioritárias a saúde e a educação. Criaram assim a Escola Profissional na cidade do Porto em 1992, iniciando um projeto de formação profissional para técnicos intermédios na área dos cuidados sociais e da saúde, com especial destaque para a intervenção em fenómenos da sociedade contemporânea, como a toxicodependência, a delinquência, a pobreza, a marginalidade e a exclusão social que, segundo a instituição, reclamam atenta intervenção.
Em determinado momento, o edifício em que a escola estava sediada, um imóvel arrendado à Norte Vida - Associação para a Promoção da Saúde desde 2015, foi cedido à Câmara do Porto para abrigar o Regimento de Sapadores Bombeiros. A decisão resultou na rescisão do contrato de arrendamento entre o município e a associação.
Essa mudança teve impactos diretos na Escola Profissional de Tecnologia Psicossocial do Porto, que ocupava o edifício da Norte Vida. O contrato de arrendamento, assinado em 2015 e renovado em 2020 por cinco anos, envolvia um imóvel localizado na Rua Ribeiro de Sousa. O contrato foi quebrado, e a Norte Vida recebeu um prazo de 120 dias para desocupar o espaço, impactando diretamente a escola e os 120 alunos que estudavam no local. Compromissos já firmados para o próximo ano letivo também foram afetados por essa mudança.
A decisão de ceder o edifício à unidade de bombeiros foi tomada após a identificação das necessidades do Regimento de Sapadores Bombeiros, que buscava espaço para a construção de um centro de treino e formação. Embora a mudança tenha sido justificada pelas necessidades do "imperativo público", houve vozes de protesto em relação aos danos colaterais dessa decisão. A vereadora Rosário Gamboa, do PS, questionou a falta de alternativa para a Norte Vida e expressou preocupações com os alunos da escola.

Apesar dos votos contrários do PS e do BE, e da abstenção da CDU, o contrato foi quebrado, e a escola teve que enfrentar a realocação de suas atividades e alunos. A rescisão do contrato também levantou questionamentos sobre as responsabilidades sociais da Câmara do Porto em relação a instituições como a Norte Vida, que desempenham um papel relevante na comunidade.